# Uitgeverij crU
Uitgeverij crU is een Nederlandse uitgeverij die in Utrecht werd opgericht in 2007. Het is het poëziefonds van dichter en uitgever Nanne Nauta. crU geeft axiomatische poëzie uit.
De naam, crU, is ontstaan uit een misverstand. Iemand zag de ondertitel van een eerste door Nauta in eigen beheer uitgegeven werk (Het eerste huis, sonnetten uit Utrecht, Cru 1999) aan voor de naam van de uitgeverij.

## Auteurs
- Ruben van Gogh
- Nanne Nauta
- sadà\exposadà
- Jürgen Smit
- sven staelens
- Wolfram Swets
- Vicky Francken
- Peter Prins
- Astrid Lampe
- Harry van Doveren
- Adriaan Krabbendam
- Peter Knipmeijer
- Menno Wieringa
- Hanneke van Eijken
- Mark Boog
- Peter van Lier
- Daniel Labruyere

## Fondslijst (selectie)
- Ruben van Gogh: Nikola - een soort van antenne
- Nanne Nauta: Leven naast halsbandparkieten is een grondrecht; Les fatrasies d'Urrus; Permutaties; Verzamelingen;  Moralen; Bokalen; Poëzie heeft gevolgen in de echte wereld (Poëzieweekgeschenk ter gelegenheid van de Poëzieweek 2018).
- sadà\exposadà: de grote middag; de zaal van baards!; rekonstruktie/konstruktie; metafysika uitgelegd aan onze goden
- Jürgen Smit: Staarsonnetten
- sven staelens: m.n.m"l; grenzeling (Poëzieweekgeschenk ter gelegenheid van de Poëzieweek 2022).
- Wolfram Swets: Penelope, een gedicht
- Vicky Francken: Blauw is tweekleurig (Poëzieweekgeschenk ter gelegenheid van de Poëzieweek 2019).
- Peter Prins: contouren voor verderop (genomineerd voor de Poëziedebuutprijs aan Zee 2020)
- Astrid Lampe: een sterke suikerlobby (Poëzieweekgeschenk ter gelegenheid van de Poëzieweek 2020).
- Harry van Doveren: Wereldgemiddelde
- Adriaan Krabbendam: Liederen uit het oerbos
- Peter Knipmeijer: Ma1/4ox, 'ne ruimtezang
- Menno Wieringa: realiteitsreparaties
- Hanneke van Eijken: Waar slaap van gemaakt is (Poëzieweekgeschenk ter gelegenheid van de Poëzieweek 2021).
- Peter van Lier: Lijfsbehoud
- Daniel Labruyere: Elektrobloem
- Mark Boog: Een mens heeft niets te zeggen, negen vrolijke villanellen (Poëzieweekgeschenk ter gelegenheid van de Poëzieweek 2023).